# Fukurokuju

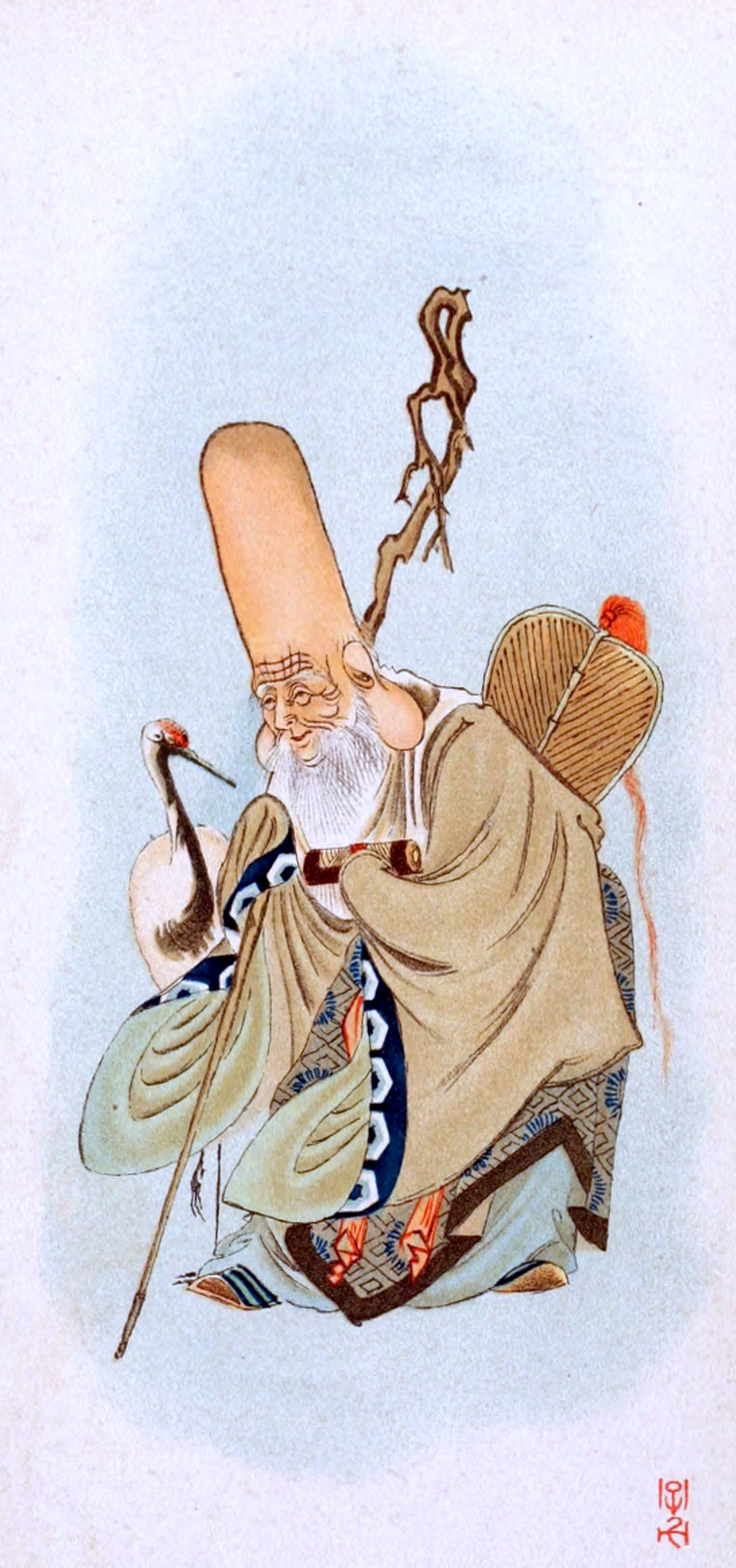
Fukurokuju

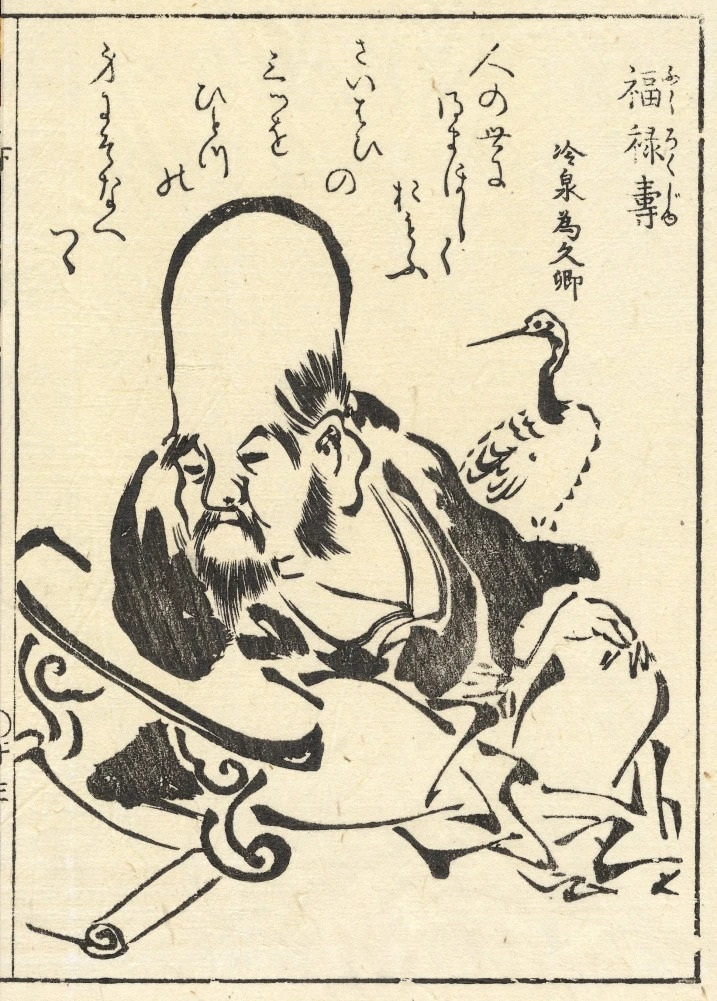
Fukurokuju, dipinto da Tachibana Morikuni 1679-1748

Fukurokuju (福禄寿?) è una delle Sette Divinità della Fortuna (七福神?, shichifukujin) della mitologia giapponese. Si tratta della divinità preposta alla saggezza, felicità e alla lunga vita. Le altre divinità sono Ebisu, Daikoku, Benzaiten, Bishamonten, Jurōjin e Hotei.

## Etimologia
Il termine con il quale lo si identifica deriva dalla combinazione di Fuku = Felicità, Roku = Ricchezza e ju = lunga vita. Per questo motivo è stato teorizzato che sia un'assimilazione giapponese delle tre divinità cinesi delle stelle note come Fu Lu Shou (福禄寿S) incarnate in un'unica divinità.

## Origine
Fukurokuju probabilmente ha avuto origine da un antico racconto cinese su un mitico saggio eremita taoista cinese famoso per aver compiuto miracoli nel periodo Song settentrionale (960-1127). In Cina, si pensava che questo eremita incarnasse i poteri celesti della stella polare sud.
A volte viene confuso con Jurōjin, un altro degli Dei della Fortuna, che secondo alcuni è il nipote di Fukurokuju e secondo altri abita lo stesso corpo di Fukurokuju. Come tali, i due vengono spesso confusi.
Egli incarna le tre virtù fortemente desiderate nel taoismo: felicità, ricchezza e longevità.

## Raffigurazione
Viene raffigurato come un uomo con la fronte alta, calvo e con lunghi baffi, porta sempre un bastone a cui è legato un rotolo di sutra e un ventaglio (オギ?, ogi) nell'altra mano. Suoi compagni sono una tartaruga (simbolo di lunga vita) e una gru (simbolo di saggezza). A volte è anche accompagnato da un cervo nero (antiche leggende narrano che un cervo diventa nero se ha più di 2000 anni).
Si dice che sia l'incarnazione della "Stella Polare del Sud" (南极老人?, lett. "Vecchio del Polo Sud"), nota anche come la stella Canopo al di fuori dell'Asia. Il libro sacro legato al suo bastone contiene la durata della vita di ogni persona sulla Terra o una scrittura magica.